# Desmarais frères
Pour les articles homonymes, voir Desmarais.

Les carburants Azur

Desmarais frères est une société française fondée en 1861 et qui n'existe plus aujourd'hui. 
Active d'abord dans le domaine des huiles végétales, elle devient finalement un des principaux pétroliers français de son temps. Après la Première Guerre mondiale, elle devient le premier actionnaire privé de la Compagnie française des pétroles (CFP), qui donnera naissance à Total.
Avec ses stations-services « Azur », Desmarais frères était l'un des plus importants distributeurs de pétrole en France pendant l'entre-deux-guerres.
Desmarais frères fusionne en 1965 avec Total - Compagnie française de distribution (Total-CFD), filiale de la CFP. 
Georges Lesieur, industriel français et fondateur des huileries du même nom, avait commencé à l’âge de quinze ans une longue carrière chez Desmarais, d'abord comme employé de commerce, pour devenir à moins de trente ans, cogérant de la société et participant activement à son développement.

## Galerie

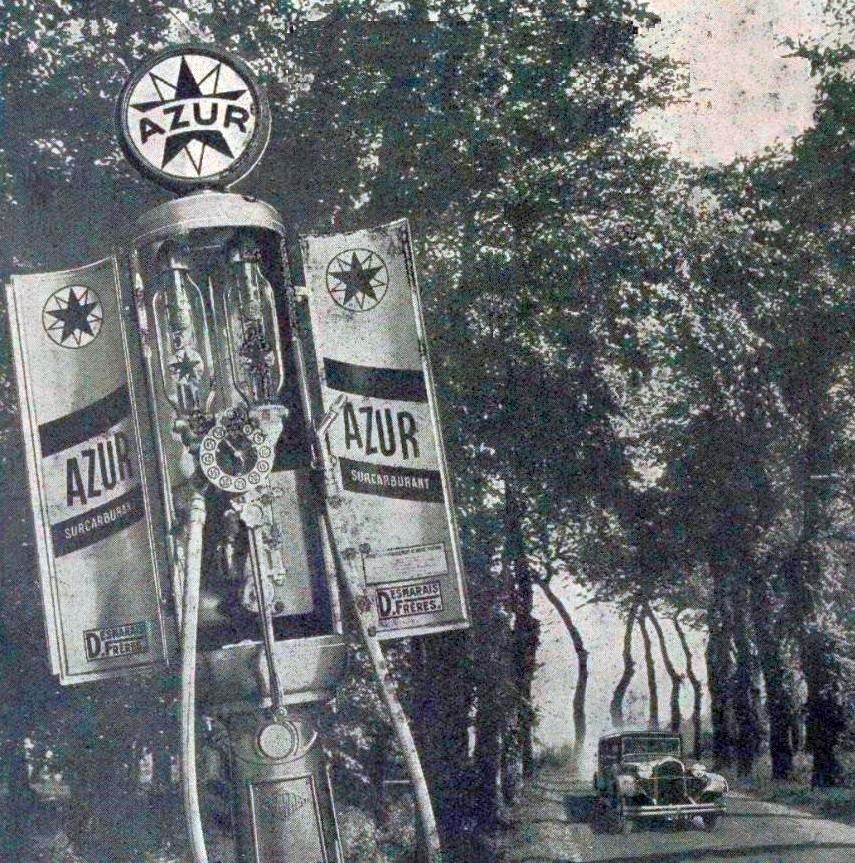
Pompe à essence Azur (publicité de 1934).
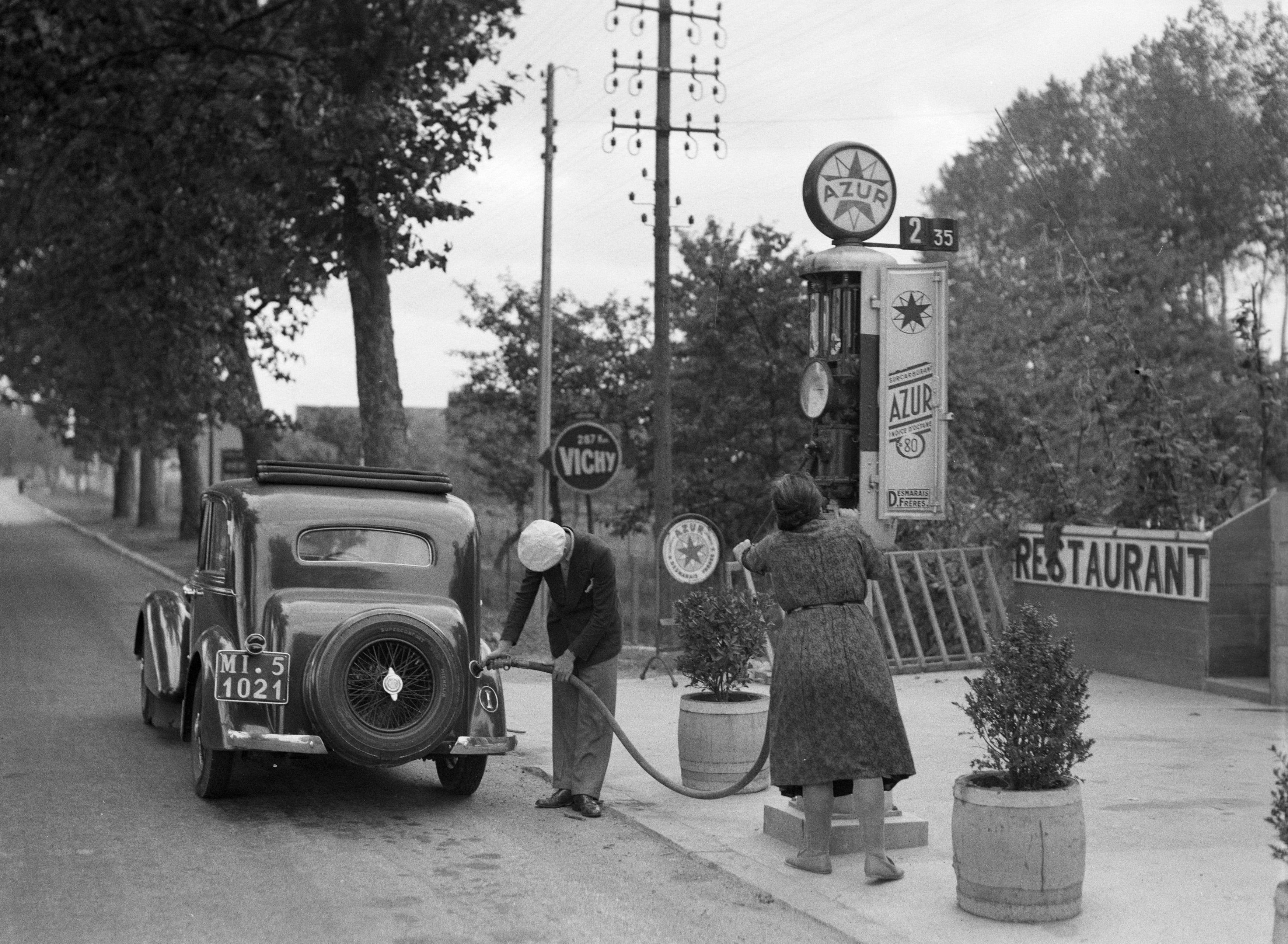
Plein à une pompe Azur en 1935.